# Possenhofen
Possenhofen is een deelgemeente van de gemeente Pöcking in het district Starnberg in Beieren. In deze plaats aan de westoever van de Starnberger See wonen ongeveer 380 inwoners.
De eerste gedocumenteerde vermelding over deze plek stamt uit de jaren 1281/1282, wanneer paltsgraaf Friedrich von Scheyern Wittelsbach naast andere bezittingen ook een hof in "Pozzenhofen" in een schenking aan Klooster Schäftlarn overdroeg.
In 1536 bouwde kanselier Jacob Rosenbusch het naar het oord benoemde Schloss Possenhofen. In 1538 kreeg hij van de Beierse hertogen het eigendomsrecht voor het oord Possenhofen alsook in 1545 voor het dorp Pöcking. Na meerdere andere bezitters, voor het laatst rijksgraaf Basselet von la Rosée, kwamen het slot en de beide Hofmarken in 1834 in het bezit van hertog Maximiliaan Jozef in Beieren. De hertogelijke familie, waaronder de latere keizerin Elisabeth, brachten hier de zomermaanden door. Ook haar naamgenote, de latere Belgische koningin, bracht haar jeugd door op het domein.
Koning Maximiliaan II van Beieren liet in Possenhofen een station (nu S-Bahn station) voor de hoge adel bouwen. Sinds 2004 bevindt zich hier het Museum im Königsalon (verzameling van Heinemann) met de afdeling het Kaiserin Elisabeth Museum. Het museum is in de zomermaanden van vrijdag tot zondag in de middag geopend.
Possenhofen is heden ten dage een rustige, langzaam groeiende plaats. Naast de koopappartementen in Schloss Possenhofen is vooral het "paradijs", een uitgebreid vrijetijdsgebied en watersportcentrum, vermeldenswaardig. In Possenhofen is ook een jeugdherberg te vinden.

## Galerij

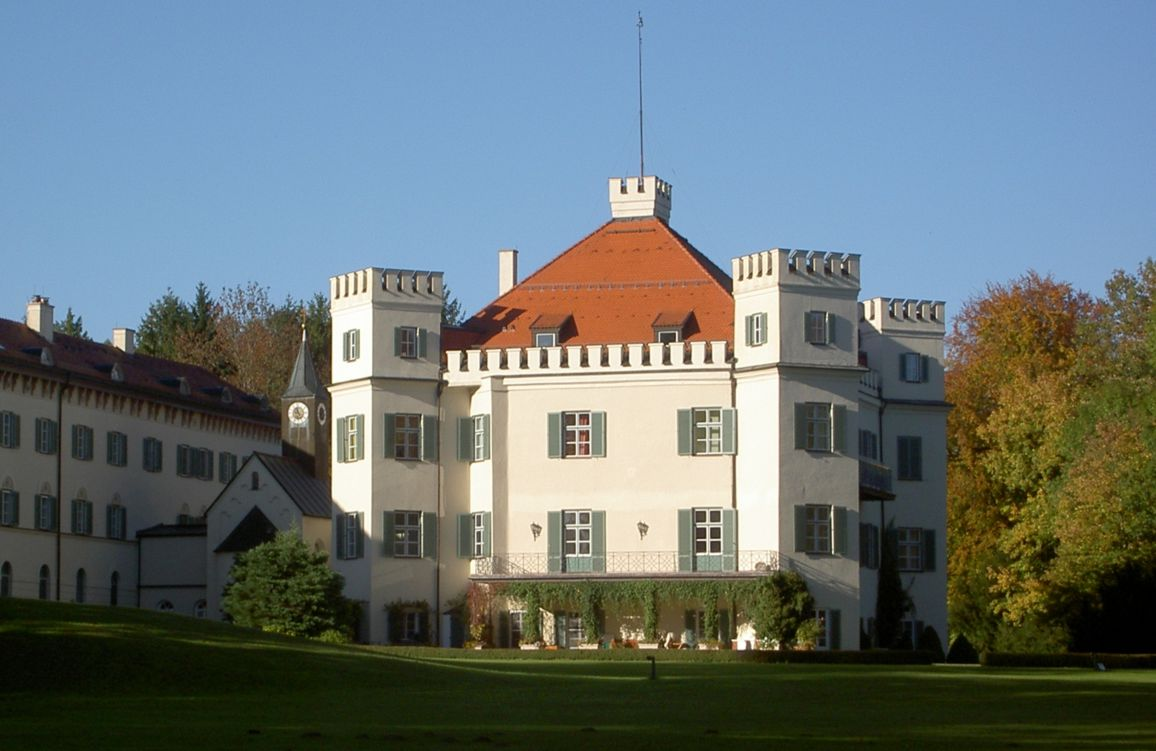
Schloss Possenhofen
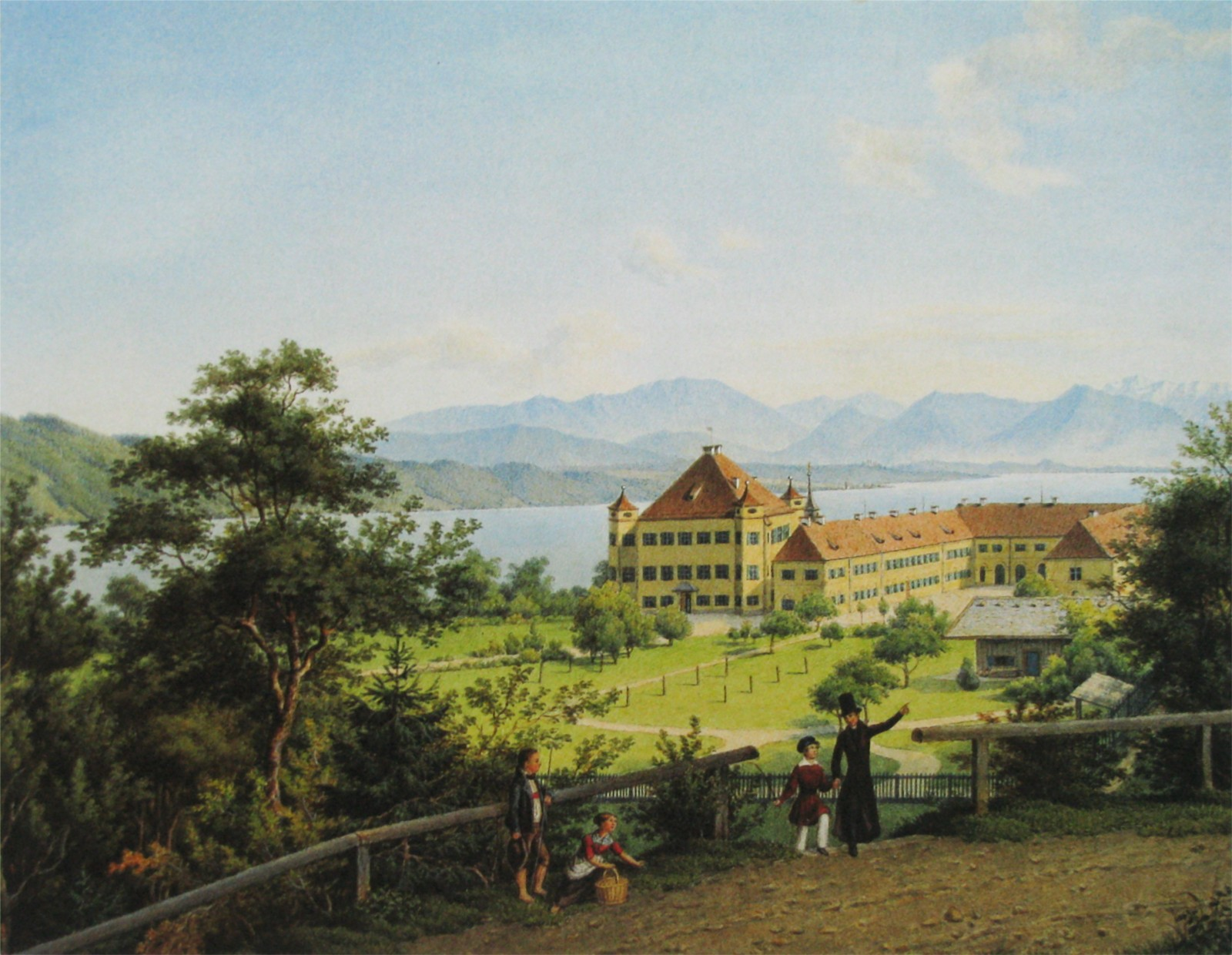
Schloss Possenhofen, Aquarel uit 1839 van Franz Xaver Nachtmann
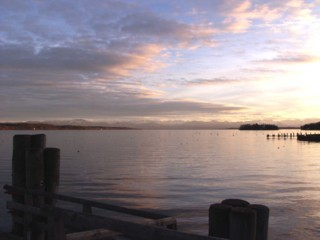
Uitzicht op het nabij gelegen eiland